# Dick Stockton
Richard LaClede Dick Stockton (Charlottesville, 18 de Fevereiro de 1951) é um ex-tenista profissional estadunidense.

## Grand Slam Finais

### Duplas Mistas: 3 (2 títulos, 1 vice)
| Posição | Ano  | Campeonato       | Parceira        | Oponentes                    | Placar        |
| ------- | ---- | ---------------- | --------------- | ---------------------------- | ------------- |
| Campeão | 1975 | US Open          | Rosemary Casals | Fred Stolle Billie Jean King | 6–3, 6–7, 6–3 |
| Vice    | 1976 | Wimbledon        | Rosemary Casals | Françoise Dürr Tony Roche    | 6–3, 2–6, 7–5 |
| Campeão | 1984 | Aberto da França | Anne Smith      | Anne Minter Laurie Warder    | 6–2, 6–4      |